# Тельве
Тельве (італ. Telve, вен. Telve) — муніципалітет в Італії, у регіоні Трентіно-Альто-Адідже,  провінція Тренто.
Тельве розташоване на відстані близько 480 км на північ від Рима, 29 км на схід від Тренто.
Населення — 2005 осіб (2014).
Щорічний фестиваль відбувається 15 серпня. Покровителька — Богородиця Небовзята.

## Демографія
Населення за роками:

Станом на 1 січня 2023 року в муніципалітеті офіційно проживало 113 іноземців з 21 країни, серед них 25 громадян країн Євросоюзу та 1 громадянин України.

## Сусідні муніципалітети
- Базельга-ді-Піне
- Борго-Вальсугана
- Карцано
- Кастелло-Моліна-ді-Фіємме
- Кастельнуово
- Палу-дель-Ферсіна
- П'єве-Тезіно
- Скурелле
- Тельве-ді-Сопра
- Вальфлоріана